# إيفان سيدورنكو
إيفان ميخائيلوفيتش سيدورنكو (بالروسية: Иван Михайлович Сидоренко)‏ (بالروسية:Ива́н Миха́йлович Сидоре́нко)(سبتمبر 1919 – 19 فبراير 1994) كان ضابط سابق في الجيش الاحمر وبطل الاتحاد السوفيتي، والذي خدم خلال الحرب العالمية الثانية، كان واحد من أفضل القناصين السوفيت في الحرب، برصيد خمسمئة قتيل.

## نشأته
ولد لعائلة ريفية في مقاطعة جلينكوفسكي، سمولينسك أوبلاست، في روسيا، سيدورنكو اكمل عشر صفوف في المدرسة ودرس لاحقا في كلية بينزا للفنون في جنوب شرق موسكو عام 1939 ، تسرب من الكلية وتم تجنيده في الجيش الاحمر وتدرب في مدرسة سيمفيروبول العسكرية للمشاة، في شبه جزيرة القرم.

## الخدمة في الحرب العالمية الثانية
قاتل في معركة موسكو، كـ ملازم حيث قاد مفرزة هاون، خلال المعركة امضى الكثير من الوقت لتعلم القنص، كان ناجحا في صيد جنود الاعداء، مما جعل القادة يأمرونه بتدريب الرجال الذين يتميزون ببصر حاد وقدرة على التحمل، كان يعلمهم نظريا ثم بداء بأخذهم معه في مهامه القتالية، قام الالمان بأرسال قناصيهم إلى المنطقة التي يتمركز فيها سيدورنكو لمواجهة التهديد الذي شكلة عليهم هو ورجالة، سيدورنكو أصبح نائب قائد الفوج المسلح 120 وقاتل في جبهة البلطيق الأولى، في إحدى مهامه القتالية دمر دبابة وثلاث جرارات باستخدام الرصاص الحارق، اصيب عدة مرات الا ان إصابته الاخطر كانت في استونيا عام 1944 ، بينما كان يتعافى من جراحة نال لقب بطل الاتحاد السوفيتي لكن تعذر علية المشاركة في القتال مرة أخرى بسبب إصابته ونتيجة لذلك بقي في المستشفى حتى نهاية الحرب، سيدورنكو اقتنص 500 جندي الماني ودرب حوالي 250 قناص وهو بذلك يعد واحد من أفضل القناصة السوفيت في الحرب، تم ترقيته إلى رتبة رائد، كان يستخدم بندقية موسين سوفيتية مزودة بمنظار.

## بعد الحرب
بعد انتهاء الحرب تقاعد سيدورنكو واستقر في تشيليابينسك أوبلاست، في جبال الأورال، حيث كان يعمل رئيس عمال أحد مناجم الفحم وفي عام 1974 انتقل إلى جمهورية داغستان، في القوقاز، توفي في 19 فبراير 1994 في كيزليار داغستان.